# Wochenspruch der NSDAP

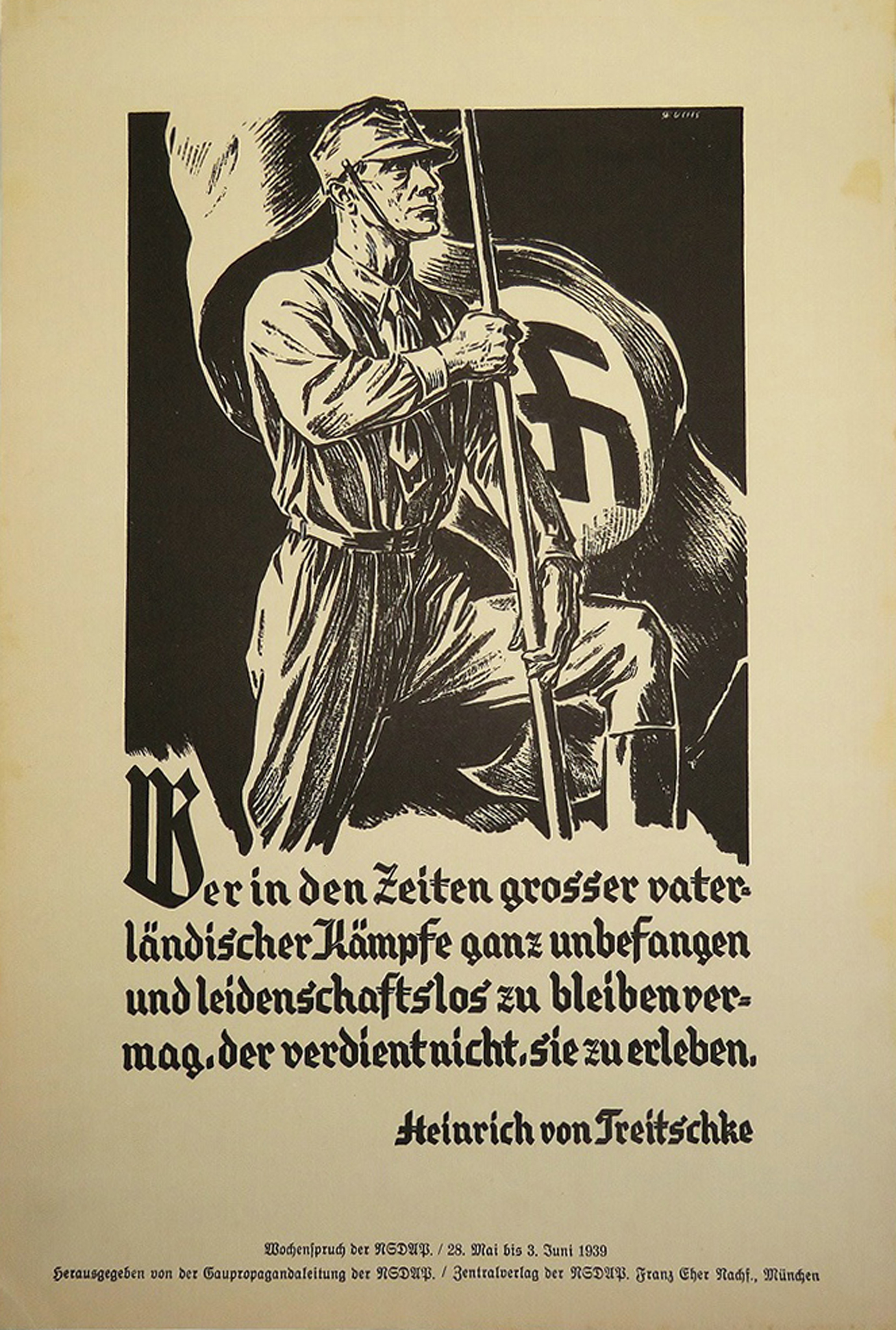
Wochenspruch der NSDAP z cytatem Heinricha von Treitschkego: „Ten, kto pozostaje obojętny i beznamiętny w czasach wielkich patriotycznych bitew, nie zasługuje na to, by ich doświadczyć” (1939)

Wochenspruch der NSDAP – gazetka ścienna wydawana przez Narodowosocjalistyczną Niemiecką Partię Robotników (NSDAP) w latach 1937–1944, zawierająca cytaty, pochodzące głównie od przywódców nazistowskich. 

## Opis
Opublikowano około 1100 numerów Wochenspruch der NSDAP. Niektóre z nich zostały wydane przez Reichspropagandaleitung, a inne przez lokalne organizacje partyjne w każdym gau. Oprócz przywódców nazistowskich, gazetka cytowała również znanych Niemców z historii, w tym Ludwiga van Beethovena, Carla von Clausewitza, Ottona von Bismarcka i Friedricha Schillera. Gazetka była eksponowana w wielu miejscach publicznych, w tym w ratuszach, restauracjach, gabinetach lekarskich, urzędach, szkołach i zakładach pracy. Amerykański historyk Jeffrey Herf szacuje, że od września 1939 roku do momentu zaprzestania wydawania gazetki wydrukowano łącznie 32,5 miliona egzemplarzy.
Celem publikacji było edukowanie Niemców o ideałach i wartościach nazistowskich, zwłaszcza tych, którzy nie korzystali z partyjnych sesji indoktrynacyjnych. Początkowo drukowano ją często czcionką frakturową, ale w późniejszych wydaniach uległo to zmianie. Niemiecki antynazistowski polityk i pamiętnikarz Friedrich Kellner zauważył, że drukowano ją na papierze wysokiej jakości, mimo niedoborów powodujących konieczność reglamentacji.
5 marca 1939 roku Wochenspruch der NSDAP zacytowała pisarza Heinricha von Kleista, który powiedział: „Dopóki choć jeden wróg w Niemczech stawia opór, moim obowiązkiem jest nienawiść, a cnotą zemsta!”.